# Svein Ivar Sigernes
Svein Ivar Sigernes (4 febbraio 1949) è un allenatore di calcio ed ex calciatore norvegese, di ruolo difensore.

## Carriera

### Giocatore

#### Club
Sigernes giocò nel Kongsvinger dal 1973 al 1976 e poi nel 1978.

### Allenatore
Fu scelto come allenatore del Kongsvinger nel 1978. Tornò a ricoprire questo incarico dal 1981 al 1982 e dal 1984 al 1985. Nel 1984, fu anche l'allenatore della Norvegia under 19. Dal 1987 al 1988, fu tecnico del Vålerengen. Nel 1989, guidò la Norvegia under 20 ai mondiali di categoria. Nel 1991, tornò ancora al Kongsvinger.